# Wilhelm Richters

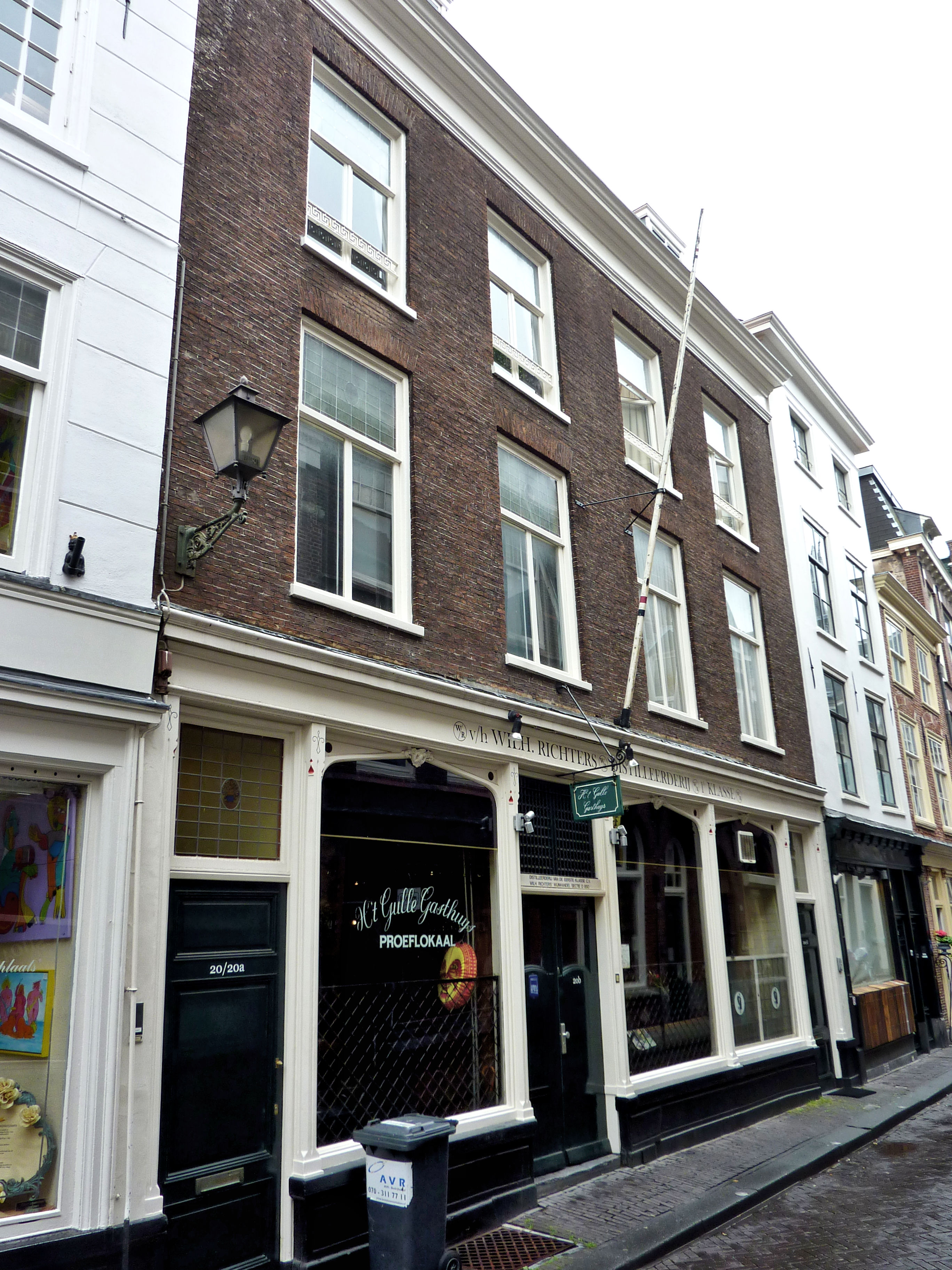
Voormalige distilleerderij Oude Molstraat 20 (2010)

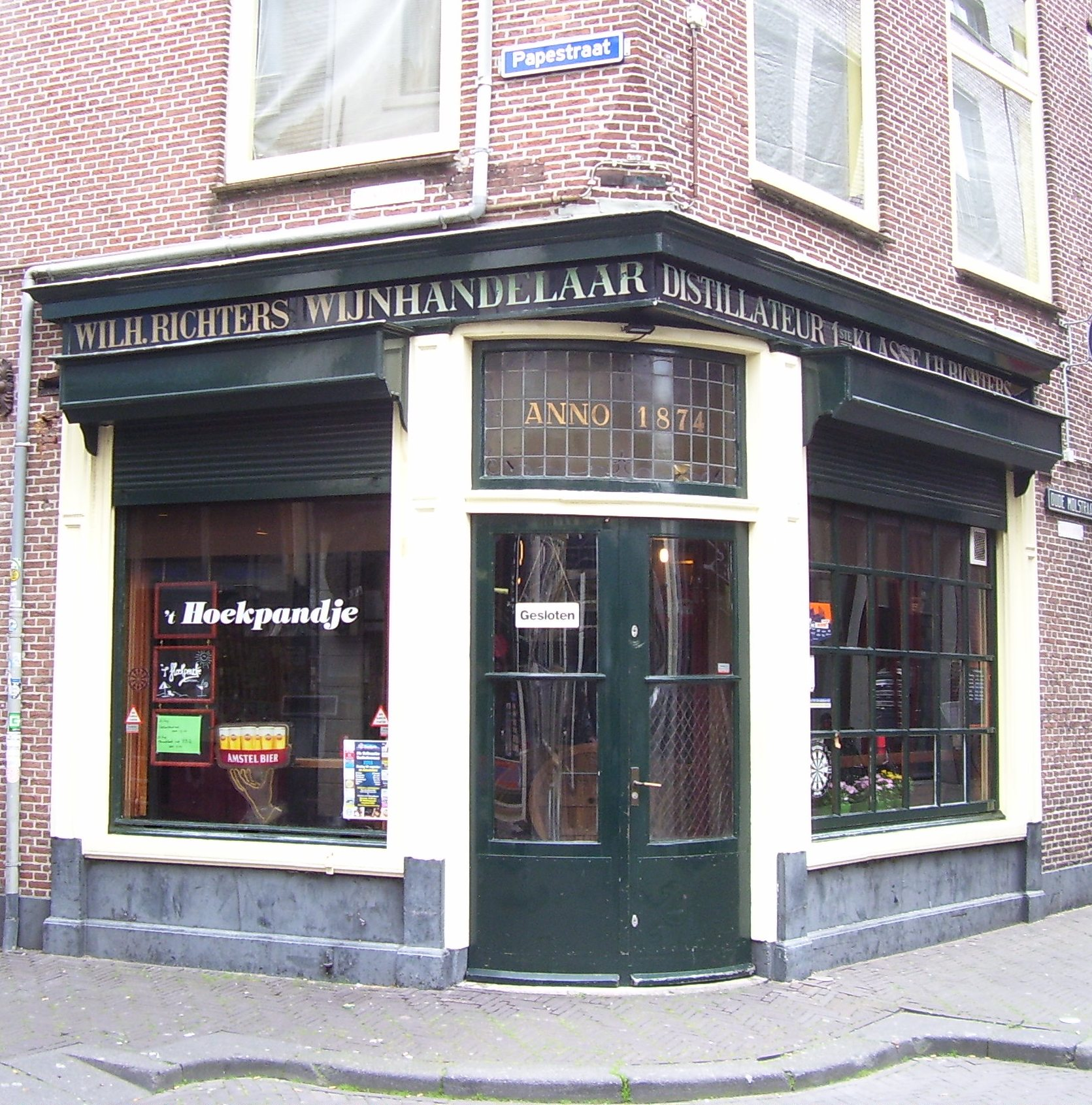
Voormalige slijterij Oude Molstraat 13 hoek Papestraat (2008)

Wilhelm Richters (Rotterdam, 28 juni 1879 – Den Haag, 17 november 1942) was een Nederlandse wijnhandelaar, slijter en distillateur. Hij was de grondlegger en naamgever van een omvangrijke slijterijketen, waarvan de meeste vestigingen zich in Den Haag en omstreken bevonden. 

## Levensloop
In augustus 1901 kocht de uit Rotterdam afkomstige Wilhelm Richters een wijnhandel en slijterij in Den Haag. Dit bedrijf, gevestigd op de hoek van de Oude Molstraat en de Papestraat, werd overgenomen van de erven Johan Jacob Comerell (1819-1896). Aan deze wijnhandel en slijterij was sinds 1892 ook een eigen distilleerderij verbonden. Deze distilleerderij, genaamd De Gekroonde Reigerkop, bevond zich even verderop in de Oude Molstraat. Wilhelm Richters had al enkele jaren een slijterij in Rotterdam bestierd maar ervaring met jenever- en likeurstoken had hij niet. Het voordeel van zo’n eigen distilleerderij was dat Richters als slijter niet volkomen afhankelijk was van grote jenever- en likeurproducenten als Lucas Bols en Wijnand Fockink. Anderzijds bracht zo’n eigen distilleerderij ook allerlei risico’s en kosten met zich mee die gewone slijters niet hadden. Al na enkele jaren moet Richters hebben ingezien dat de exploitatie van de distilleerderij pas echt lonend was bij veel hogere productievolumes. Vanaf ongeveer 1910 begon Richters andere slijterijen op te kopen teneinde deze als filialen aan zijn bedrijf te verbinden. Deze filialen werden bevoorraad met jenever, likeuren, advocaat en limonadesiropen uit eigen distilleerderij en met wijnen en gedistilleerde dranken die door Wilhelm Richters centraal werden ingekocht. Voor de opslag en botteling van wijnen kocht Richters in 1922 nog een pand in de Oude Molstraat. Toen Richters in 1942 na een kort ziekbed overleed, bestond zijn keten uit 25 slijterijen. Daarmee was het op dat moment een van de grootste slijterijketens in Nederland, in omvang waarschijnlijk vergelijkbaar met Ferwerda & Tieman’s Wijnhandel en Kasper Hiddink’s Wijnhandel. Waar beide laatstgenoemde bedrijven echter vanuit Amsterdam waren uitgewaaierd over grote delen van Nederland, had Wilhelm Richters zijn geografische spreiding juist beperkt gehouden. Buiten Den Haag bezat Richters alleen enkele filialen in Amsterdam en Rotterdam.

## Privéleven
Wilhelm Richters was in 1902 gehuwd met Hendrika Jacoba (Rika) van der Hart (1878-1950). Samen kregen zij zes zonen en één dochter. Wilhelm Richters was in de jaren dertig zeer actief in de Gereformeerde Kerk van Scheveningen. Als penningmeester van de zogenaamde commissie van beheer was hij verantwoordelijk voor de fondsenwerving ten behoeve van de te bouwen Pniëlkerk. Een apocrief verhaal wil dat deze in 1938 gereedgekomen kerk in de Tesselsestraat oorspronkelijk ontworpen was als torenloze kerk maar dat Wilhelm Richters dat eigenlijk geen gezicht vond. Uit eigen middelen zou hij daarom het koperen torenspitsje hebben bekostigd dat op het dak van de kerk werd geplaatst. Wilhelm Richters had een groot zakelijk netwerk. Met verschillende van zijn zakelijke relaties, waaronder de politicus Koos de Wilde, was hij echter ook privé goed bevriend. Aan de inrichting van zijn slijterijen werd door Richters zeer veel aandacht besteed. Een erg vooruitstrevende smaak had hij echter niet. Ook voor de kunstkalender, die hij jaarlijks liet drukken voor al zijn trouwe slijterijklanten, koos Richters altijd een goedburgerlijk schilderij uit waar werkelijk niemand aanstoot aan kon nemen. Overigens liet Wilhelm Richters zichzelf en zijn vrouw rond 1925 portretteren door zijn schilderende neef Marius Richters uit Rotterdam.

## Teloorgang slijterijketen
Na Wilhelm Richters’ dood werd het bedrijf voortgezet door vijf van zijn zonen. Het wijnpakhuis en de wijnbottelarij werden in 1948 gemoderniseerd en uitgebreid. In de jaren vijftig en zestig werden nog enkele filialen aan de slijterijketen toegevoegd. Eind jaren zestig kwam het bedrijf in problemen. Enerzijds bleek een steeds groter deel van de Nederlandse wijnverkoop zich te verplaatsen van het slijterij- naar het supermarktkanaal. Anderzijds stond de gedistilleerdafzet zwaar onder druk door de komst van discountslijterijen. Nadat twee van hun jongere broers zich reeds uit het bedrijf hadden teruggetrokken en een derde broer plotseling was overleden, besloten de twee resterende heren Richters het bedrijf te verkopen (1975). De 32 slijterijen werden overgedaan aan het Britse drankenconcern Allied Breweries Ltd., dat de helft van deze filialen voortzette onder de formulenaam Wijnmart. De panden waarin de distilleerderij en het wijnpakhuis waren gevestigd werden in 1976 verkocht aan de gemeente Den Haag.

## Bedrijfshistorisch erfgoed
Het Nationaal Likeur & Frisdrankenmuseum Isidorus Jonkers (Hilvarenbeek) wijdde van 11 november 2008 t/m 29 maart 2009 een expositie aan Wilhelm Richters en zijn bedrijf. Ter gelegenheid van de tentoonstelling Rondom Richters verscheen ook een gelijknamig boekje. Verreweg de meeste tentoongestelde voorwerpen waren afkomstig van een kleinzoon van Richters en werden na afloop van de expositie aan het Likeur & Fris Museum geschonken. Na de sluiting van het Likeur & Museum (oktober 2015) zijn deze objecten overgedragen aan het Nationaal Jenevermuseum (Schiedam). De voormalige bedrijfspanden Oude Molstraat 13 (slijterij), Oude Molstraat 20 (distilleerderij) en Oude Molstraat 32 (wijnpakhuis en bottelarij) houden de herinnering aan Wilhelm Richters eveneens in leven. Gevelopschriften, ramen en tal van interieurdetails getuigen nog van het roemruchte slijterij- en distilleerderijverleden.